# Imelda Chiappa
Imelda Chiappa (* 10. Mai 1966 in Sotto il Monte Giovanni XXIII, Bergamo) ist eine ehemalige italienische Radrennfahrerin.
Imelda Chiappa war von 1985 bis 1998 im internationalen Radsport aktiv. Dreimal wurde sie Italienische Meisterin im Straßenrennen (1993 und 1997) und im Einzelzeitfahren 1995. 1993 sowie 1996 wurde sie Dritte im Giro d’Italia Femminile. 1997 gewann sie die Gesamtwertung des Giro della Toscana.
Zweimal nahm Imelda Chiappa an Olympischen Spielen teil, 1988 in Seoul sowie 1996 in Atlanta. 1996 gewann Imelda Chiappa die Silbermedaille im Straßenrennen; die Goldmedaille ging an die Französin Jeannie Longo-Ciprelli. Chiappa war die erste italienische Radsportlerin, die eine Medaille bei Olympischen Spielen erringen konnte.